# خانه محمد مردوخ کردستانی
خانه محمد مردوخ کردستانی در محله قطارچیان و ضلع شرقی خیابان مردوخ شهر سنندج واقع شده، این بنا در فهرست آثار ملی کشور ثبت شده‌است. این بنای تاریخی در مساحت ۷۹۲متر مربع و در سه طبقه به شیوه معماری اصفهانی و در دوره قاجاریه به صورت دو بخش اندرونی و بیرونی ساخته شده‌است. این منزل دارای دالان ورودی طولانی، اتاق سرایدار، حیاط چهارگوش و راه پله ورودی از دو سمت تالار شاه‌نشین بود. در ساختمان از آب جاری و روش دفع سنتی فاضلاب استفاده می‌شد. در حیاط آن که دارای آب‌نما و فضای سبز است، حریم خصوصی و عمومی کاملاً رعایت شده‌است. بر اثر کم توجهی مالکین فعلی در ساختمان تغییراتی حاصل شده‌است.